# Boliviano
Boliviano (Bs - Nuevo Boliviano) är den valuta som används i Bolivia i Sydamerika. Valutakoden är BOB. 1 Boliviano = 100 centavos.
Valutan infördes redan 1864. Nuvarande variant infördes 1987 och ersatte den tidigare Peso Boliviano som infördes 1963. Vid det senaste bytet var omvandlingen 1 BOB = 1.000.000 Peso Boliviano.

## Användning
Valutan ges ut av Banco Central de Bolivia - BCB som grundades den 20 juli 1928 och har huvudkontoret i La Paz.

## Valörer
- mynt: 1, 2 och 5 Boliviano
- underenhet: 10, 20 och 50 centavos
- sedlar: 10, 20, 50, 100 och 200 BOB